# Exocentrus subruficollis
Exocentrus subruficollis là một loài bọ cánh cứng trong họ Cerambycidae.